# Acido gluconico
L'acido gluconico è un composto organico con formula bruta C6H12O7 e formula molecolare HOCH2(CHOH)4COOH.  In soluzione acquosa a pH neutro, l'acido carbossilico è presente in forma dissociata, determinando lo ione gluconato; i corrispettivi sali sono chiamati gluconati. L'acido gluconico e i gluconati sono molto presenti in natura poiché questi composti hanno origine dall'ossidazione del glucosio.

## Struttura chimica
L'acido gluconico è composto da una catena formata da sei atomi di carbonio con cinque gruppi idrossilici e, a un'estremità, un gruppo carbossilico. In soluzione acquosa l'acido gluconico è in equilibrio con il proprio estere ciclico (glucono-δ-lattone).

## Utilizzo
L'acido gluconico è presente naturalmente nella frutta, miele e vino. È aggiunto come additivo come regolatore di acidità con la sigla E574 .È anche utilizzato in prodotti per la pulizia: l'acido gluconico è in grado di dissolvere depositi di minerali, soprattutto in presenza di pH basico. Lo ione gluconato, con una carica netta negativa (anione), chela Ca2+, Fe2+, Al3+, e altri metalli pesanti. Il gluconato di calcio è utilizzato nel trattamento di ustioni da acido fluoridrico.